# 43025 Valusha
43025 Valusha este un asteroid din centura principală de asteroizi.

## Descriere
43025 Valusha este un asteroid din centura principală de asteroizi. A fost descoperit pe 1 noiembrie 1999 la Uccle de Eric Walter Elst și Sergij Ivanovič Ipatov. Asteroidul prezintă o orbită caracterizată de o semiaxă mare de 2,33 ua, o excentricitate de 0,16 și o înclinație de 2,5° în raport cu ecliptica.